# Uhlwiller
Uhlwiller (en alsacià Ühlwíller) és un municipi francès, situat a la regió del Gran Est, al departament del Baix Rin. L'any 1999 tenia 623 habitants.
Forma part del cantó de Haguenau, del districte de Haguenau-Wissembourg i de la Comunitat d'aglomeració de Haguenau.

## Demografia
| 1962 | 1968 | 1975 | 1982 | 1990 | 1999 |
| ---- | ---- | ---- | ---- | ---- | ---- |
| 593  | 613  | 610  | 648  | 636  | 623  |

## Administració
| Període | Identitat    | Partit | Qualitat |  |
| ------- | ------------ | ------ | -------- |  |
| 2001-   | Daniel Gaupp | DVD    |          |  |

## Personatges il·lustres
- André Grusenmeyer, mecànic i inventor (1840-1905)